# Duncan Lacroix
Duncan Lacroix (Londres, 28 de diciembre de 1969) es un actor inglés conocido por interpretar a Murtagh FitzGibbons Fraser en la serie Outlander.

## Carrera
En el 2012 obtuvo un pequeño papel un episodio de la segunda temporada de la serie Game of Thrones donde dio vida a un soldado de Karstark que reclama justicia para la casa de Karstark después de que Jaime Lannister asesinara a Torrhen Karstark.
En el 2014 apareció como invitado en la segunda temporada de la serie Vikings donde dio vida a Ealdorman Werferth.
Ese mismo año se unió al elenco de la nueva serie Outlander donde comenzó a interpretar a Murtagh Fitzgibbons Fraser, el padrino de Jamie Fraser (Sam Heughan).

## Filmografía

### Series de Televisión
| Año         | Título          | Personaje           | Notas                          |
| ----------- | --------------- | ------------------- | ------------------------------ |
| 2014 - 2020 | Outlander       | Murtagh Fraser      | 25 episodios                   |
| 2014        | Vikings         | Ealdorman Werferth  | 2 episodios                    |
| 2013        | Reign           | Soldado             | episodio "Kissed"              |
| 2012        | Game of Thrones | Soldado de Karstark | episodio "A Man Without Honor" |
| 2011        | Primeval        | Neil                | episodio # 4.5                 |

### Apariciones
| Año  | Título               | Personaje             | Notas      |
| ---- | -------------------- | --------------------- | ---------- |
| 2013 | A Terrible Beauty... | Sgt. Charlie Faulkner | documental |